# Gliricola porcelli
Gliricola porcelli eine Art der Kletterfußmallophagen, die bei Meerschweinchen vorkommt. Sie ist der häufigste Ektoparasit beim Hausmeerschweinchen, befällt aber auch Gemeines Meerschweinchen, Tschudi-Meerschweinchen und Glanzmeerschweinchen. Der Haarling ernährt sich von Hautschuppen, Hauttalg und zum Teil von Körperflüssigkeiten.

## Merkmale
Gliricola porcelli ist 1 bis 1,5 mm lang und 0,3 bis 0,44 mm breit. Der Kopf ist etwas länger als breit und runder als bei anderen Meerschweinchenhaarlingen wie Gyropus ovalis und Trimenopon hispidum. Das Abdomen ist langgestreckt und seine Seitenränder verlaufen parallel. Die keulenförmigen Fühler sind viergliedrig und liegen in einer tiefen Fühlertasche. Das letzte Glied ist auffallend beschuppt und trägt am Ende fünf Borsten (Setae). Die Palpen ragen mit ihrem letzten Segment vollständig über den Kopfrand hinaus. Der Prothorax ist etwa so breit wie der Kopf. Meso- und Metathorax sind verschmolzen und zusammen etwas länger und breiter als der Prothorax. Das erste Abdominalsegment erscheint durch zwei Borstenreihen geteilt.

## Lebensweise
Die gedeckelten, 1 × 0,2 mm großen Eier (Nissen) werden vom Weibchen an den Haarschaft nahe der Haut geklebt. Sie bevorzugen dafür die Achselregion, die Oberschenkelinnenseiten und bei starkem Befall auch den Bauch. Über drei hemimetabole Nymphenstadien, die den Adulten sehr ähnlich und lediglich etwas kleiner sind, entstehen daraus die Adulten.